# Dominikánská republika na Letních olympijských hrách 2016
Dominikánská republika se účastnila Letní olympiády 2016.

## Medailisté
| Medaile | Jméno       | Sport     | Soutěž     |
| ------- | ----------- | --------- | ---------- |
| Bronz   | Luisito Pie | Taekwondo | Muži 58 kg |